# Internet Archive
Das Internet Archive in San Francisco ist ein gemeinnütziges Projekt, das 1996 von Brewster Kahle gegründet wurde und seit 2007 den offiziellen Status einer Bibliothek hat. Gestartet wurde es als reines Webarchiv, bei dem man mit der sogenannten Wayback Machine archivierte Websites betrachten kann. Schon von 1999 an wurde es um weitere Archive erweitert, sodass es nunmehr eine digitale Bibliothek ist, die bedeutende Sammlungen von Texten und Büchern, Audiodateien, Videos, Bildern und Software umfasst. Das Internet Archive hat sich die Langzeitarchivierung digitaler Daten in frei zugänglicher Form zur Aufgabe gemacht und legt dabei auch Wert auf Zugangsmöglichkeiten für blinde oder anders eingeschränkte Nutzer. Seine Domain lautet archive.org.
Neben der Funktion als Archiv versteht sich das Internet Archive auch als Aktivist für ein offenes und freies Internet sowie den Erhalt und die Verbreitung gemeinfreier Werke.

## Entstehung und Geschichte

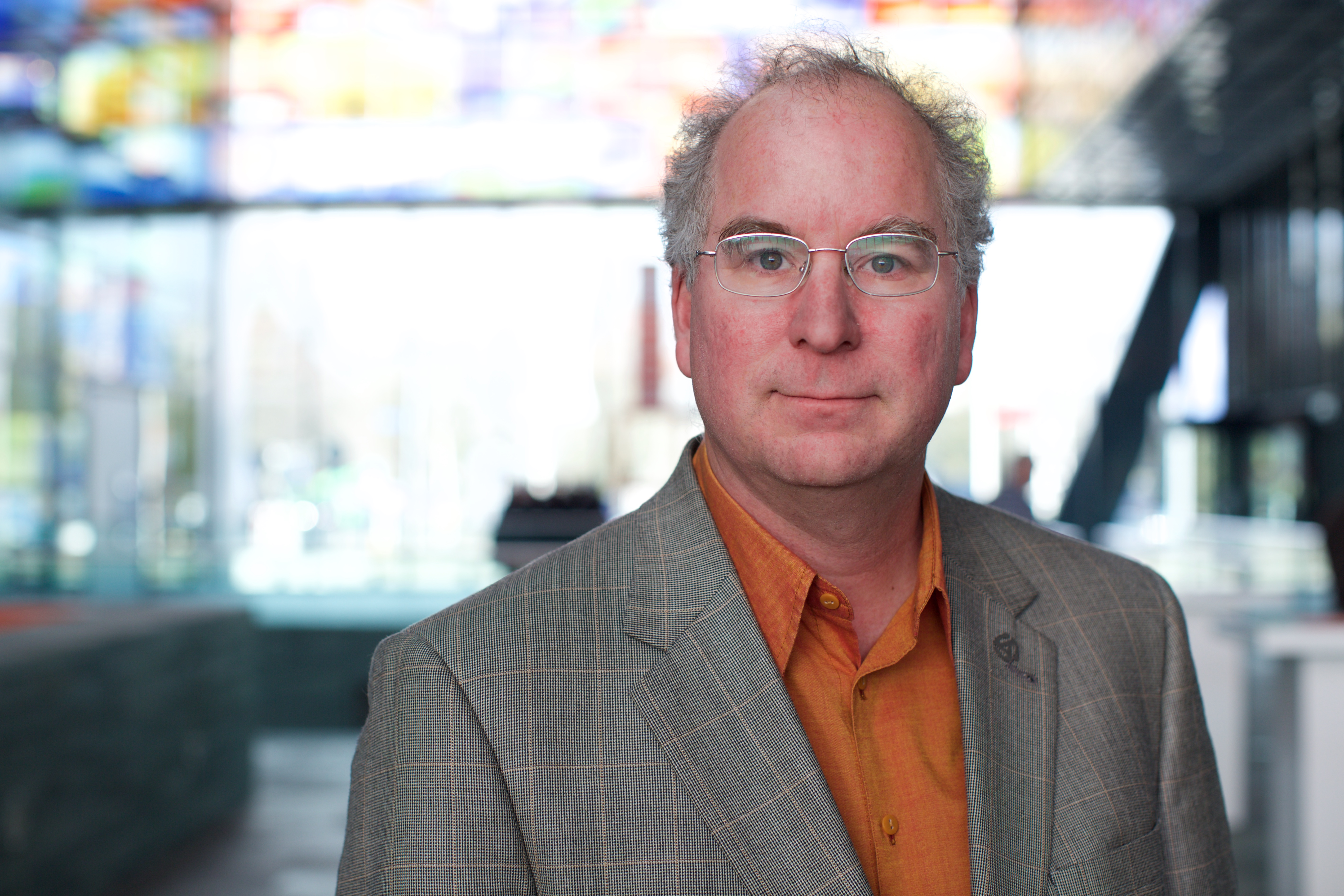
Brewster Kahle, Gründer von Alexa Internet und des Internet Archives (2015)

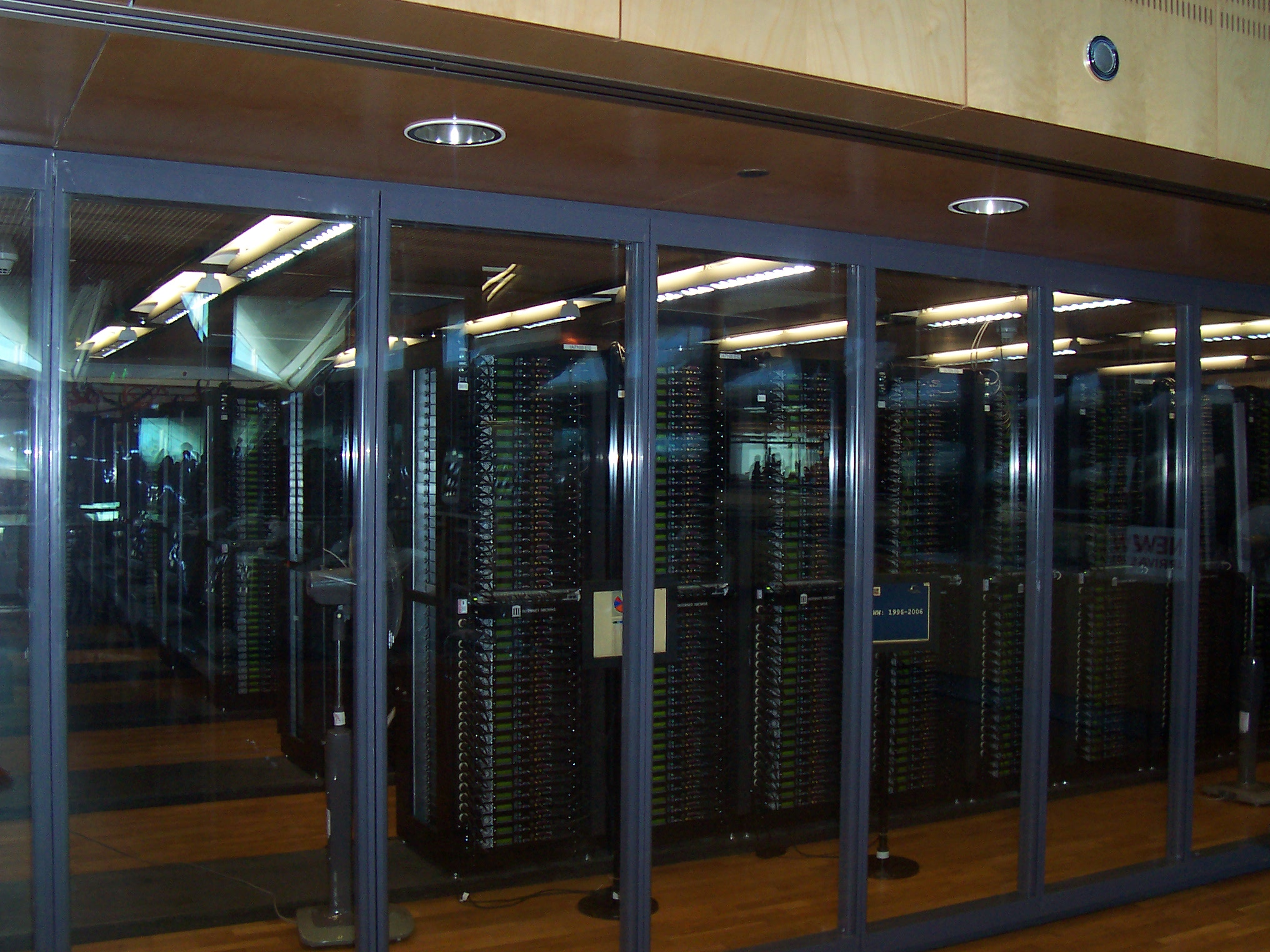
Spiegelserver mit den Daten von San Francisco in der ägyptischen Bibliotheca Alexandrina

Brewster Kahle gründete das Internet Archive im Mai 1996 als Non-Profit-Organisation nach Paragraph 501(c)(3) des US-amerikanischen Einkommensteuerrechts. Es erhielt gleich zu Beginn eine große Datenlieferung von Alexa Internet. Es speichert im Rahmen der Web-Archivierung sogenannte Mementos, d. h. Momentaufnahmen von Webseiten und Usenet-Beiträgen.
Von 1999 an wurde durch die Aufnahme der Prelinger Archives und später weiterer Sammlungen das Ziel auf eine umfassende frei zugängliche Bibliothek erweitert.
Ende 2023 umfasste das Internet Archive eine Sammlung von:
- 46,1 Millionen Büchern und Texten,
- 11 Millionen Videos und Filmen,
- 14 Millionen Audiodateien,
- 1 Million Computerprogrammen und
- 4,8 Millionen Bilddateien.

Das Webarchiv der Wayback Machine enthielt Ende 2023 mehr als 839 Milliarden Webseiten.
Für 2021 berichtete das Projekt, dass die Daten in vier Rechenzentren auf 28.000 Festplatten gespeichert würden. Ein Spiegelserver der Daten von San Francisco befindet sich unter anderem in der ägyptischen Bibliotheca Alexandrina. Im Dezember 2021 erreichte die Sammlung eine Größe von über 212 Petabytes. Eine weitere Kopie ist in Amsterdam, Niederlande seit Juni 2004 (ursprüngliche Speicherkapazität 100 TB) in Betrieb.
Das Archiv ist vom US-Bundesstaat Kalifornien seit Anfang Mai 2007 offiziell als Bibliothek anerkannt.
Veranlasst durch die Wahlen vom 8. November 2016 rief das Internetarchiv zu Spenden auf, um eine permanent aktualisierte Kopie in Kanada zu hinterlegen. Im Juni 2022 wurde das dortige Hauptquartier in Vancouver eröffnet.
Anlässlich des 25. Jahrestags seines Bestehens veröffentlichte das Internet Archive am 30. September 2021 die „Wayforward Machine“; eine dystopische Website, welche ein stark zensiertes Internet im Jahre 2046 darstellt.
Das Internet Archive bemüht sich, auch Inhalte mit veralteter Web-Technik, die von modernen Plattformen nicht mehr unterstützt werden, abrufbar zu halten. So benutzt es bereits seit 2020 den Emulator Ruffle, um Flash-Animationen in seiner Softwarebibliothek darzustellen, was inzwischen auch auf archivierte Websites ausgeweitet wurde, die Teile ihrer Inhalte mit Flash darstellen. Diese können mit aktuellen Browserversionen genutzt werden und es ist nicht nötig, ein Plugin zu installieren, da die Animationen serverseitig emuliert werden.

## Klage gegen die National Emergency Library
Da während der COVID-19-Pandemie viele Büchereien geschlossen waren, eröffnete das Internet Archive im März 2020 die National Emergency Library: Für 1,4 Millionen digitalisierte Bücher wurden die Beschränkungen im digitalen Verleih aufgehoben, sodass dasselbe Exemplar von mehreren Benutzern gleichzeitig ausgeliehen werden konnte. Eine Reihe amerikanischer Verlage verklagten daraufhin das Projekt. Sie verlangten für 127 mutmaßliche Urheberrechtsverletzungen etwa 19 Millionen US-Dollar, was etwa dem Jahresbudget des Internet Archives entspricht. Die Electronic Frontier Foundation (EFF) kritisierte, die Klage der Verlage ziele darauf ab, das Ausleihen in Bibliotheken zu kriminalisieren. Im März 2023 urteilte der United States District Court for the Southern District of New York, dass die Aktion nicht von der Fair-Use-Doktrin gedeckt gewesen sei. Das Internet Archive und die Verlage einigten sich auf einen Vergleich in unbekannter Höhe. Im September 2023 legte das Internet Archive Berufung gegen die Entscheidung ein.

## Dienste

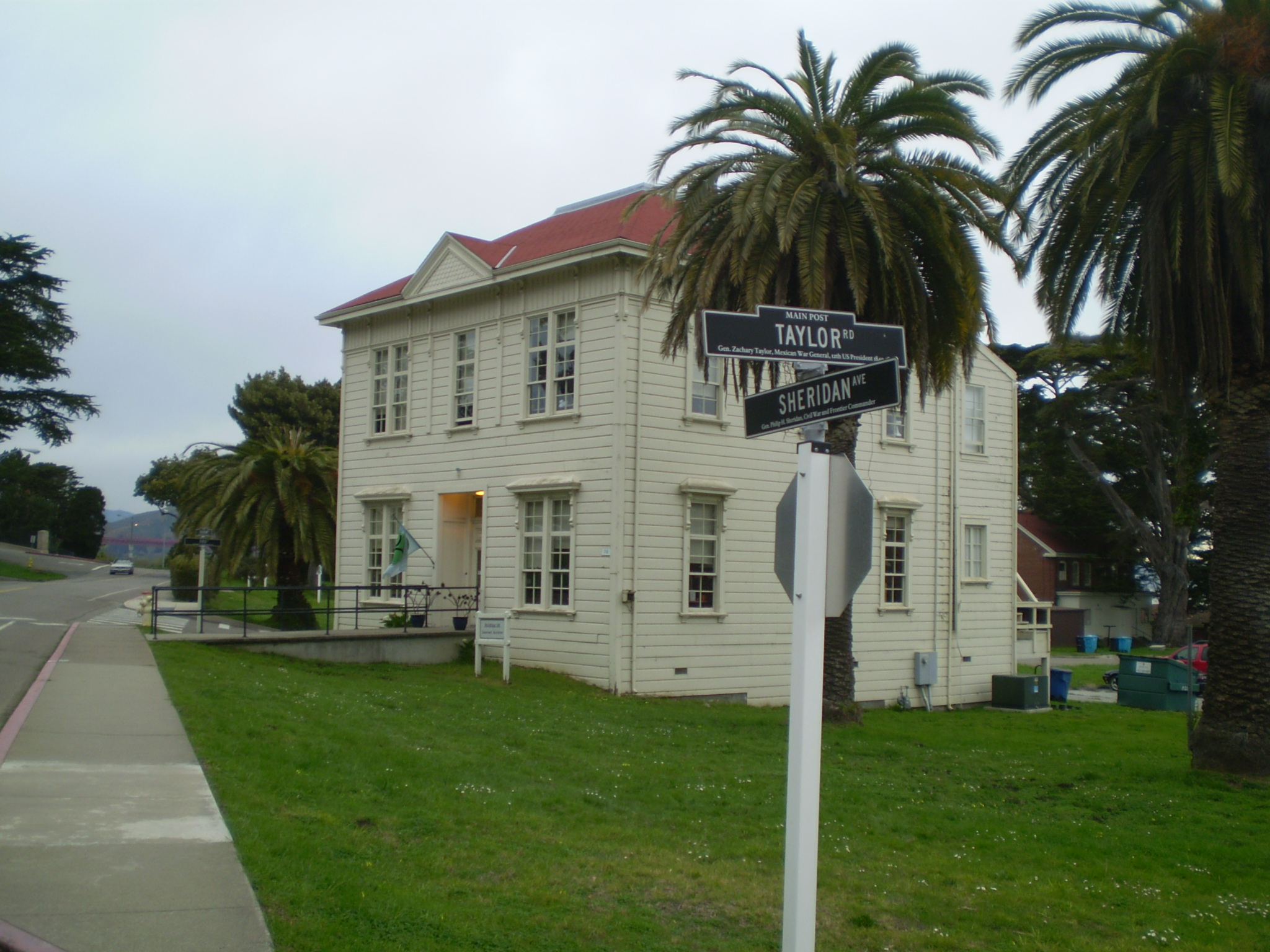
Internet Archive in San Francisco (1996–2009)

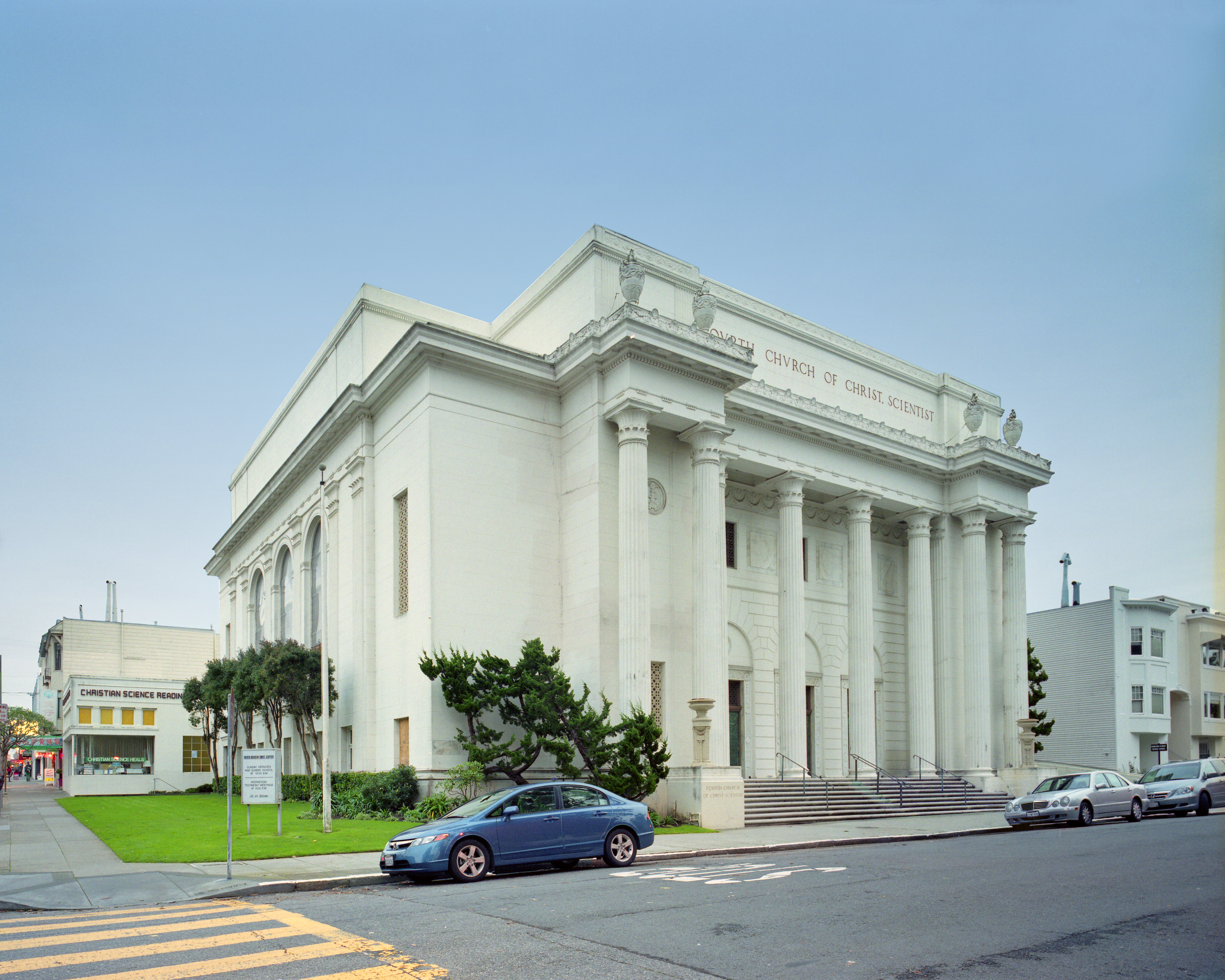
Neue Zentrale des Internet Archive seit November 2009 in einer ehemaligen „Christian Science“-Kirche

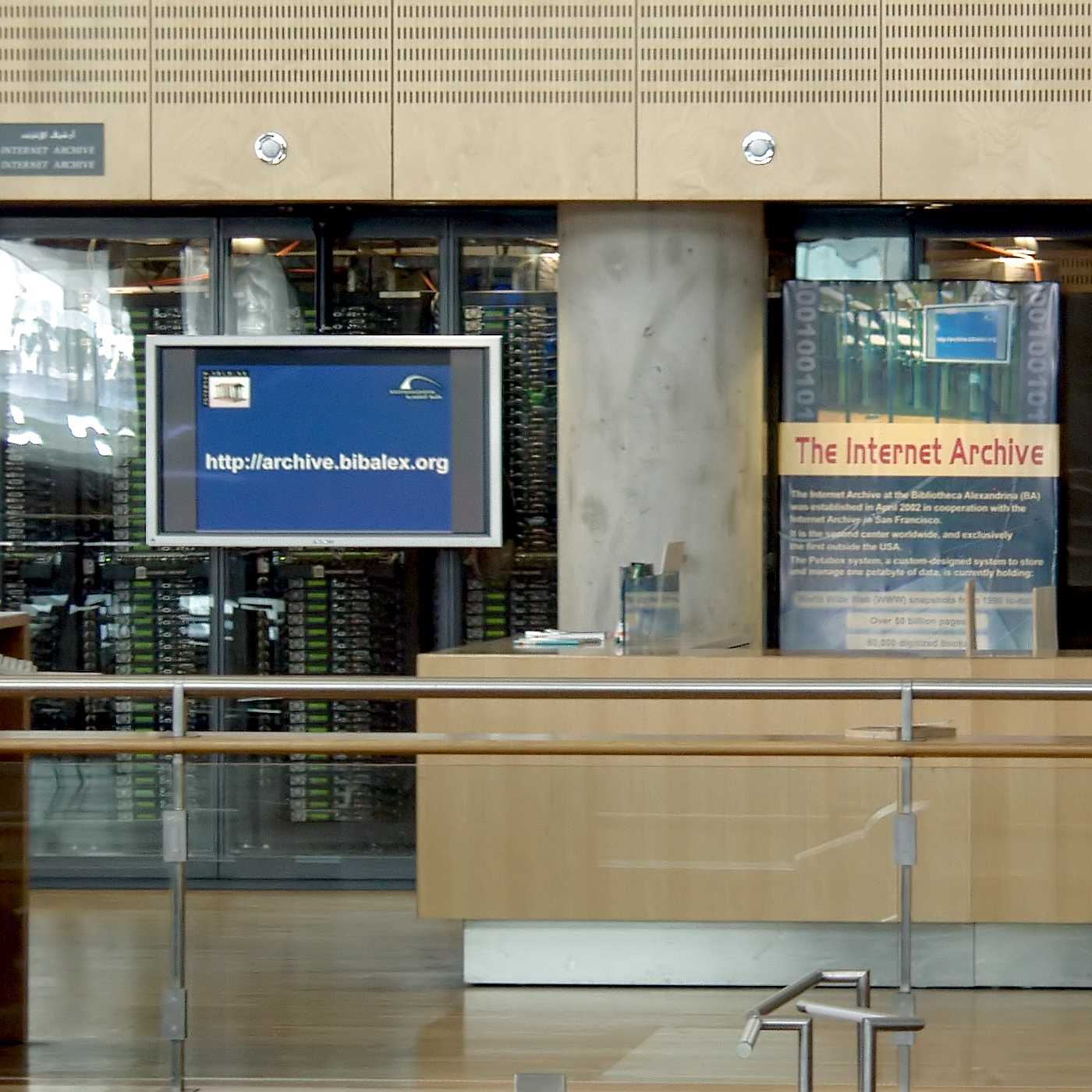
Internet Archive in der Bibliotheca Alexandrina. Hinter den Glasscheiben stehen die Racks mit den Archivcomputern.

### Audiodateien
Das Audioarchiv enthält über 13,5 Millionen Tonaufnahmen (Stand: Juli 2025).
Diese reichen von Hörfunksendungen und Radio-Features über Hörbücher, Dichterlesungen, Live-Konzertmitschnitten bis hin zu Musik, die von Benutzern hochgeladen wurde. Das Archiv kann auch genutzt werden, um Podcasts zu veröffentlichen. Das Archiv enthält auch eine Vielzahl von digitalisierten alten Schellackplatten aus der ersten Hälfte des 20. Jahrhunderts. Deswegen wurde das Internet Archive 2023 von der Musikindustrie auf Schadensersatz von bis zu 412 Millionen US-Dollar verklagt.

### Bilder
Das Bildarchiv umfasste im Juli 2025 mehr als 5,2 Millionen Dateien. Dabei handelt es sich um Abbildungen von Kunstwerken, beispielsweise eine Sammlung von Werken aus dem Metropolitan Museum of Art mit über 100.000 Einträgen, Abbildungen von historischen Landkarten, astronomische Aufnahmen der NASA, Schallplattencover sowie auch frei verfügbare Aufnahmen von Privatpersonen.

### Software
Die Library of Congress hat im Dezember 2006 sechs Ausnahmen des US-Copyright-Gesetzes Digital Millennium Copyright Act gewährt. Das Internet Archive darf somit Computer-Software oder ‑Spiele, welche zu Abandonware wurden, mit der Absicht der Erhaltung speichern, wenn die Originalhardware, ‑formate oder ‑technik veraltet sind. 2013 begann das Internet Archive damit, Spieleklassiker als spielbares Webbrowser-Streaming via M.E.S.S.-Emulation anzubieten, z. B. das Atari-2600-Videospiel E.T. the Extra-Terrestrial. Vom 23. Dezember 2014 an werden zu Lehr- und Forschungszwecken mithilfe von DOSBox-Emulation im Browser tausende von klassischen DOS-Computerspielen und -programmen präsentiert. Bisher wurden 1,2 Millionen Software-Titel archiviert, darunter 16.000 PC-Spiele (Stand: Juli 2025).

### Texte
In dem Million Book Project werden durch das Internet Archive Bücher, die durch das Ablaufen des Copyrights (US-amerikanisches Urheberrecht) oder aus anderen Gründen gemeinfrei geworden sind, digitalisiert und zum Herunterladen zur Verfügung gestellt. Die Digitalisate sind Teil der Open Library. Inzwischen sind mehr als 44,5 Millionen Bücher und Texte archiviert (Stand: Juli 2025).
Es werden mehrere Scan-Center (2009 insgesamt zwölf) unterhalten, zum Beispiel in Richmond. Gescannt wird per Auftrag, berechnet werden pro Seite 14 US-Cent (Stand 2023). Die Auftraggeber, meist Bibliotheken, erhalten das Digitalisat, eine per OCR erzeugte Textdatei, eine persistente Internetadresse sowie die Möglichkeit, die Digitalisate auf den Servern des Internet Archivs zu speichern. Weiterhin bestehen Kooperationsvereinbarungen mit selbst digitalisierenden Bibliotheken für einzelne Dienste, wie OCR und redundantes Hosting.

#### Bücher
Um die Glaubwürdigkeit von referenzierten Zitaten aus Büchern in der Wikipedia zu verbessern, gibt es seit 2019 eine Kooperation zwischen der Wikipedia und dem Internet-Archiv. Es wurde damit begonnen, den Quellenangaben in Wikipedia-Artikeln digitale Scans der zitierten Bücher anzufügen. Auf jeweils zwei Seiten wird die fragliche Passage dargestellt.

#### Open-Access-Publikationen
Im September 2020 stellte das Internet Archive eine Initiative zur Archivierung und Bereitstellung von Open-Access-Publikationen unter dem Namen „Internet Archive Scholar“ vor.

### Videos und Filme
Die Aufnahme der Prelinger Archives im Jahr 1999 war die erste über die Webarchivierung hinausgehende Erweiterung des Internet Archives. Es enthält Millionen Videos und Filme, die unter freier Lizenz oder Public Domain stehen. Es wird hier auch an einem Archiv für Fernsehsendungen gearbeitet.
Unter der Rubrik „Video“ bietet das Internet Archive über 14 Millionen Videos (Stand: Juli 2025) an. Die Unterrubrik „Movies“ enthält über 88.000 Videodateien, darunter zahlreiche alte Filmklassiker. Trailer und Kurzfilme gehören ebenso zum Angebot wie diverse Propagandafilme aus der Zeit des Zweiten Weltkrieges.
Die mehr als 3500 Stummfilme beinhalten unter anderem 443 Filme in der Rubrik „Silent Hall of Fame“ mit frühen Werken von Charlie Chaplin oder Buster Keaton, aber auch deutschen Regisseuren wie Robert Wiene (vertreten u. a. mit Das Cabinet des Dr. Caligari von 1920).
Ergänzt wird das Spielfilmangebot durch frühe Dokumentarfilme, die z. B. die Ankunft europäischer Einwanderer 1909 auf Ellis Island zeigen (von Billy Bitzer). In der separat gelisteten Kollektion von Georges Méliès sind natürlich dessen bekannte Genre-Klassiker vertreten, wie der 16-minütige Stummfilm Die Reise zum Mond von 1902.
Neben Experimentalfilmen namhafter Regisseure wie Ingmar Bergman (z. B. Persona, 1966) gibt es auch Klassiker vom Großmeister Alfred Hitchcock, der u. a. mit Im Schatten des Zweifels (1946) vertreten ist. Der Spanier Segundo de Chomón hat ebenfalls eine eigene Rubrik, ebenso wie der deutsche Experimentalfilmer Lutz Mommartz und der Österreicher Johann Schwarzer. Unterschiedliche Genres werden bedient, es gibt sowohl Historisches als auch eine Rubrik mit fast 300 Filmkomödien und über 450 Science-Fiction- und Horrorfilme, wie z. B. Nosferatu – Eine Symphonie des Grauens von Friedrich Wilhelm Murnau (1922), neben seltenen Grindhouse- und Exploitationfilmen wie Sex Madness (1938), oder Begotten (E. Elias Merhige, 1989) sowie Cyberpunkwerken wie Tetsuo: The Iron Man des Japaners Shin’ya Tsukamoto.
Der Film Noir ist mit 700 abrufbaren Beiträgen vertreten, einschließlich Straße der Versuchung von Fritz Lang (1946) und Der dritte Mann von Carol Reed (1949).
Außerdem gibt es über 8900 Filme und Videos aus dem Themenbereich Sport, 6700 animierte Filme und Kurzfilme, sowie über 18.300 Inhalte aus den Themenbereichen Kunst und Musik und über 136.000 visuelle Beiträge zu Religion und Spiritualität.

### Websites

Logo der Wayback Machine

Die Wayback Machine („Take Me Back“) ist ein Onlinedienst, mit dem man die gespeicherten Webseiten in verschiedenen Versionen abrufen kann. Die zu speichernden Seiten wurden ursprünglich über den Dienst Alexa Internet – seit 1999 ein Tochterunternehmen von Amazon.com – ausgewählt, bis dieser Dienst am 1. Mai 2022 eingestellt wurde. Alle bei Wayback Machine hinterlegten URLs werden regelmäßig aufgerufen und archiviert. Man kann eine noch nicht gespeicherte Internet-Ressource auch von Hand, durch Suchen nach der Seite und anschließendes Bestätigen der Aufnahme, aufnehmen lassen (Dateiinhalte, z. B. JPG-Bilder, werden ohne vorherige Nachfrage gespeichert). Der Gesamtumfang betrug im November 2009 etwa 150 Milliarden Seiten und wuchs bis Juli 2023 auf über 821 Milliarden Seiten an.
Mit Archive-It wurde 2006 ein weiteres Webarchiv-Service für individuelle Webarchivierung bereitgestellt. Hierbei haben Institutionen und Einzelpersonen die Möglichkeit, digitale Sicherungen ihrer Sammlungen anzulegen und die Freigabe der Daten selbst festzulegen. Archive-It verfügt über 400 Partner aus 16 Staaten weltweit, wobei sich diese vor allem aus Universitäten, staatlichen Archiven, Museen und Kunstbibliotheken, öffentlichen Bibliotheken sowie weiteren öffentlich-rechtlichen Institutionen und NGOs zusammensetzen. Archive-It bietet für teilnehmende Partner eine Volltextsuche auf ihre Inhalte, aber auch die Möglichkeit, mit Metadaten angereicherte strukturierte Datensätze für Forscher zu exportieren.

## Finanzierung
Das Internet Archive finanziert sich durch Spenden und Zuwendungen diverser Stiftungen, Institute und Vereinigungen aus den Bereichen Bildung, Forschung, Wissenschaften etc. Im April 2019 wurden vom Internet Archive folgende Geldgeber angegeben: Andrew W. Mellon Foundation, Council on Library and Information Resources, United Nations Democracy Fund, Federal Communications Commission Universal Service Program for Schools and Libraries (E-Rate), Institute of Museum and Library Services (IMLS), Knight Foundation, Laura and John Arnold Foundation, National Endowment for the Humanities (Office of Digital Humanities), National Science Foundation, The Peter and Carmen Lucia Buck Foundation, The Philadelphia Foundation, Rita Allen Foundation.

## Sicherheitsprobleme
In der Woche ab dem 27. Mai 2024 wurde das Internet Archive durch mehrere Distributed-Denial-of-Service-Attacken (DDoS) mehrfach für teilweise mehrere Stunden lahmgelegt. Am 9. und 10. Oktober 2024 wurde die Plattform erneut Ziel von zwei DDoS-Attacken. In diesem Zuge wurde bekannt, dass durch eine Cyberattacke E-Mail-Adressen und weitere Benutzerdaten von 31 Millionen angemeldeten Benutzern erbeutet wurden. Das Internet Archive wurde daraufhin vorübergehend vom Netz genommen, um Sicherheitsupdates durchzuführen. Kommentare sehen die Ursache teilweise in der seit Jahren prekären finanziellen Lage des Internet Archive, wegen der das System nicht wie nötig gewartet werden könne, was die Angreifbarkeit erhöhe. Der Cyberangriff wurde von den Tätern selbst im Webarchiv in einem Pop-up-Fenster bekanntgegeben: „Haben Sie nicht auch das Gefühl, dass das Internet Archive auf Stelzen rennt und konstant vor einer katastrophalen Sicherheitspanne steht?“

## Audio
- Wayback Machine – Hacker attackieren digitale Bibliothek, 10.42 Minuten Audio-Version, von Marie Zinkann, Deutschlandfunk, 9. November 2024